# خطران

الخطران الناتج عن الروافع الموجودة في ذيل الطائرة

الخطران أو الترجح أو التبختر هو حركة دورانية لجسم جاسئ حول محوره العرضي.

## في الطيران

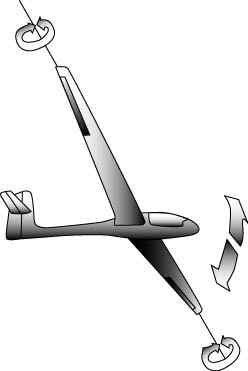
محور الخطران

وفي الطيران، يتم التحكم فيه عن طريق دفع أو سحب المقود.
تتحكم العصا بدورها في انحراف الروافع الموجودة غالبًا في الجزء الخلفي من الطائرة.
تلك الروافع هي أسطح ديناميكية هوائية تولد القوة اللازمة للخطران وتعدل زاوية الخطران.
عناصر أخرى، مثل تعديل سرعة الطائرة بالنسبة للهواء (الناجمة على سبيل المثال عن طريق تغيير سرعة المحرك)، يمكن أن تسبب الدوران حول محور الخطران.

## في الملاحة البحرية

حركة الخطران لسفينة مشار إليها برقم 5.

يشير الخطران إلى الحركة الدورانية للقارب حول محور عرضي، مما يخلق تذبذبًا من الأمام (الجؤجؤ) إلى الخلف (المؤخرة). ترتبط أساسًا بحركة الأمواج، وهي واحدة من ثلاث حركات محتملة للسفينة جنبًا إلى جنب مع الانعراج والعطوف.